# 디지털 접근 지수
디지털 접근 지수(Digital Access Index)란 정보통신기술(ICT)의 접근성과 서비스 이용에 관한 전 세계적 비교 지수를 뜻한다. 각국의 정보통신 통신망 및 기기의 보급, 서비스 이용에 관한 각종 자료를 바탕으로 결정되며, 국제 전기 통신 연합(ITU)이 2003년에 처음 발표하였다.